# Un flic très spécial
Série Nico Giraldi
Flics en jeans
(1976) Nico l'Arnaqueur
(1977)
Pour plus de détails, voir Fiche technique et Distribution.
Un flic très spécial (Squadra antifurto) est un poliziottesco humoristique italien réalisé par Bruno Corbucci et sorti en 1976,. C'est le deuxième film mettant en scène l'inspecteur Nico Giraldi joué par Tomas Milian.

## Synopsis
L'inspecteur Nico Giraldi enquête sur des vols commis à Rome. Un homme est victime d'un cambriolage, il dit n'avoir dans son coffre que quelques dollars, des chèques de voyage et un carnet. Mais ce carnet semble renfermer un lourd secret à tel point que la lutte pour sa récupération provoque une série de meurtres. L'affaire se terminera à New York.

## Fiche technique
Sauf indication contraire, les informations mentionnées dans cette section peuvent être confirmées par la base de données cinématographiques IMDb,  présente dans la section « Liens externes ».
- Titre original : Squadra antifurto[3]
- Titre français : Un flic très spécial[4]
- Réalisateur : Bruno Corbucci
- Scénario : Mario Amendola, Bruno Corbucci
- Photographie : Marcello Masciocchi
- Montage : Daniele Alabiso (it)
- Décors : Claudio Cinini (it)
- Costumes : Luciano Sagoni
- Musique : Guido et Maurizio De Angelis
- Producteurs : Galliano Juso (it)
- Sociétés de production : Cinemaster
- Pays de production :  Italie
- Langue de tournage : italien
- Format : Couleur (Telecolor) - 1,85:1 - Son mono - 35 mm
- Durée : 103 minutes (1h43)[3]
- Genre : Poliziottesco, comédie policière
- Dates de sortie :
  - Italie : 29 octobre 1976
  - France : 23 novembre 1977

## Distribution
- Tomas Milian : Nico Giraldi
- Lilli Carati : Vanessa
- Bombolo : Er Trippa
- Robert Webber : M. Douglas
- Giuseppe Pambieri : Tapparella
- Giuliana Calandra : Lieutenant Adele Ciampini
- Tony Ucci : Filotto
- Olimpia Di Nardo : Olimpia Trippetta
- Massimo Vanni : Gargiulo
- John P. Dulaney : Ballarin
- Vittorio Stagni : Zagaja
- Enzo Pulcrano : Salvatore Trapanese
- Salvatore Billa : Rosario Trapanese
- Benito Stefanelli : L'avocat Gorniani
- Roberto Messina : Commissaire Tozzi
- Mimmo Poli : Vittorio Raganelli, le musulman
- Giancarlo Badessi : Le fou au téléphone
- Marcello Martana : Commissaire Trentini
- Franco Oppini : Frustino
- Quinto Gambi : Caciotta